# 桑原八幡神社

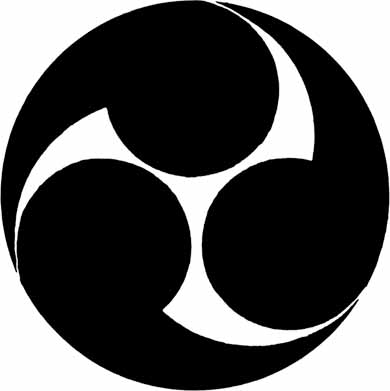
神紋（左三つ巴）

桑原八幡神社（くわばらはちまんじんじゃ）は、愛媛県松山市にある神社。神紋は左三つ巴。旧社格は郷社。

## 祭神
- 誉田別尊（ほんだわけのみこと、応神天皇）
- 足仲彦尊（たらしなかつひこのみこと、仲哀天皇）
- 息長足姫尊（おきながたらしひめのみこと、神功皇后）
- 姫大神（ひめのおおかみ、宗像三女神とされる）
- 大山祇神（おおやまづみのかみ）
- 雷神（いかづちのかみ）
- 高龗神（たかおかみのかみ）

## 由緒
桑原八幡神社
- 往古より桑原村古宮に鎮座し、履中天皇の勅願所であった。久米国造が大宮司となり子孫が代々その職を受け継ぐ。
- 貞観元年（859年）4月、八幡宮を合祀。
- 延久5年(1073年)、源頼義により松山八社八幡の二番社に定められ再建。（三島神社も同様）
- 寛治2年(1088年)、現在地に遷座。
- 元弘3年（1303年）8月、河野通村が社殿を再建。
- 文中3年（1374年）4月、兵火により神宝社記を焼失。（三島神社も同様）
- 天授2年（1376年）8月、河野通定が社殿を再建。（三島神社も同様）
- 天文11年（1542年）8月、河野通康が社殿を再建。（三島神社も同様）

- 寛永12年（1636年）12月、再建。
- 万治2年(1659年)、松山藩初代藩主松平定行が東野に隠居所を建てた際に祈願所に定め、鼓一個、紋付提灯を奉納し、祭祀の節に忌竹を献納した。（三島神社も同様）
- 延宝7年（1679年）5月、社殿を再建。
- 正徳5年（1715年）8月、石鳥居を建立。
- 昭和52年（1977年）2月1日、桑原八幡神社に三島神社を合祀。

三島神社
- 仁徳天皇の時代に創建。
- 神亀5年（728年）8月、越智玉純が大山祇神社より雷神、高龗神を勧請合祀して三島宮と定め、三島新宮と称えた。
- 弘安4年（1281年）9月、河野通有が社殿を再建。
- 宝暦12年（1762年）、火災にて神宝社記を焼失。
- 同年2月、社殿を再建。

## 年中行事
| 日付    | 祭祀   |
| ------- | ------ |
| 1月1日  | 歳旦祭 |
| 7月31日 | 夏越祭 |
| 10月6日 | 例大祭 |
| 10月7日 | 神幸祭 |

## アクセス
- 伊予鉄バス10番線畑寺一丁地バス停下車徒歩10分。

## 周辺施設
- 繁多寺（はんたじ・四国霊場第五十番札所）
- 媛彦温泉
- 松山東雲女子大学（松山東雲短期大学、松山東雲短期大学附属幼稚園）
- 愛媛大学農学部
- 愛媛大学附属高等学校
- 松山市立桑原中学校
- 松山市立桑原小学校
- 育英幼稚園
- りつりん館
- りつりん館アドバンス
- グループホームひがし野
- 四国電力送配電松山変電所
- 愛媛県研修所
- 愛媛農協学園